# 4171 Carrasco
4171 Carrasco è un asteroide della fascia principale. Scoperto nel 1982, presenta un'orbita caratterizzata da un semiasse maggiore pari a 2,2429916 UA e da un'eccentricità di 0,0791322, inclinata di 4,02860° rispetto all'eclittica.